# Canal latéral à la Marne
Der Canal latéral à la Marne  (deutsch: Marne-Seitenkanal) ist ein französischer Schifffahrtskanal, der im Département Marne in der Region Grand Est verläuft. Er begleitet zwischen der Stadt Vitry-le-François und dem Ort Dizy den auf dieser Strecke nicht schiffbaren Fluss Marne.

## Geographie
Der Kanal ist Teil eines Binnenwasserweges, der das Mittelmeer über Rhone und Saône mit dem Großraum Paris verbindet. Diese Strecke setzt sich aus folgenden Wasserwegen zusammen:
- Canal entre Champagne et Bourgogne
- Canal latéral à la Marne
- Marne (als kanalisierter Fluss)

## Verlauf und technische Infrastruktur
Der Canal latéral à la Marne beginnt in Vitry-le-François, wo er Anschluss an den Canal entre Champagne et Bourgogne (deutsch: Kanal zwischen Champagne und Burgund) und an den Canal de la Marne au Rhin (deutsch: Rhein-Marne-Kanal) hat. Er ist ein Kanal vom Typus Seitenkanal, überwindet auf seiner Länge von 67 Kilometern einen Höhenunterschied von 34 Meter mit Hilfe von 15 Schleusen und mündet beim Ort Dizy in den Fluss Marne, der ab dort bis zu seiner Einmündung in die Seine bei Paris unmittelbar mit Schiffen befahren werden kann.
In Condé-sur-Marne trifft er auf den Canal de l’Aisne à la Marne (deutsch: Aisne-Marne-Kanal), der eine Verbindung weiter in den Norden Frankreichs ermöglicht.

### Koordinaten
- Ausgangspunkt des Kanals: 48° 43′ 49″ N, 4° 36′ 24″ OKoordinaten: 48° 43′ 49″ N, 4° 36′ 24″ O
- Endpunkt des Kanals: 49° 4′ 13″ N, 3° 56′ 37″ O

### Orte am Kanal
- Vitry-le-François
- Châlons-en-Champagne
- Condé-sur-Marne
- Dizy

## Geschichte
Ursprünglich wurde der Fluss Marne bis Vitry-le-François mit Schiffen befahren. Er war jedoch auf dieser Strecke sehr launisch, einmal führte er Hochwasser, bald darauf konnte man ihn durchwaten. Deshalb wurde 1845 der Canal latèral à la Marne erbaut.

## Wirtschaftliche Bedeutung
Die Frachtschifffahrt hat nach und nach ihre Bedeutung verloren. Dennoch wird auch heute noch der gesamte Wasserweg häufiger von Frachtschiffen benutzt.